# 罗马内战
罗马内战是指古罗马尤其是在共和国末年爆发的多场内战。当中广为人知的是凯撒所带领的平民派在前1世纪40年代，与格奈乌斯·庞培所带领的贵人派开展的凯撒内战，及随后在凯撒的继承者屋大维与马克·安东尼之间开展的内战罗马共和国最后的战争。最終由奧古斯都消滅埃及托勒密王朝，長達十多年的羅馬內戰宣告結束。

## 共和国末年
- 罗马共和国危机
- 同盟者戰爭
- 第一次苏拉内战
- 塞多留战争
- 第二次苏拉内战
- 萊皮杜斯戰爭
- 喀提林陰謀
- 凱撒內戰
- 解放者內戰
- 西西里叛亂
- 佩鲁西亚战争
- 罗马共和国最后的战争